# شهرستان باراوا
شهرستان باراوا یک منطقهٔ مسکونی در سومالی است که در شبل پایین واقع شده‌است.